# Некрасов, Александр Степанович
Александр Степанович Некрасов (30 сентября 1925, Пудовкино, Саратовская губерния — 29 сентября 1944) — командир орудия артиллерийского полка, участник Великой Отечественной войны, Герой Советского Союза.

## Биография
Родился 30 сентября 1925 года в деревне Пудовкино (ныне — Саратовского района Саратовской области).
С 1943 года в рядах Красной Армии. Принимал участие в боях Великой Отечественной войны на Ленинградском и 2-м Украинском фронтах.
В августе 1944 года 2-й и 3-й Украинские фронта перешли в наступление в Румынии и Молдавии. 20 августа 1944 года благодаря активным действиям Некрасова от пожара были спасены снаряды подразделения. 26 августа колонна, в которой находился Некрасов, на марше подверглась нападению противника. Благодаря действиям сержанта атаку удалось отразить. 29 августа в бою сержант Некрасов уничтожил более сотни солдат и офицеров противника.
Погиб в бою 29 сентября 1944 года в Румынии.
Звание Героя Советского Союза Александру Степановичу Некрасову присвоено 24 марта 1945 года «за доблесть и мужество, проявленные при уничтожении Ясско-Кишинёвской группировки противника».

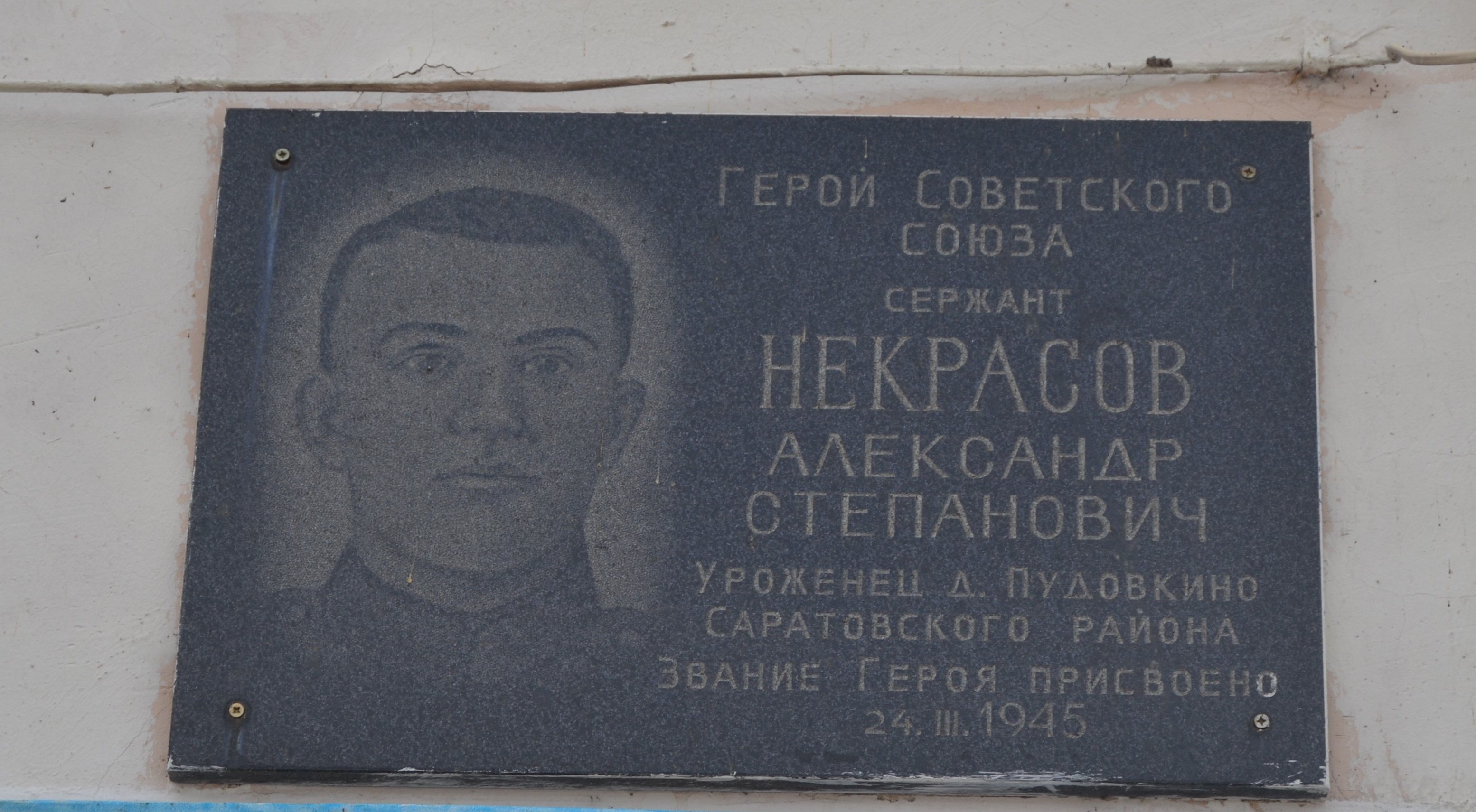
Мемориальная доска в селе Синенькие

## Награды
- медаль «За отвагу» (20.6.1944)[1]
- Орден Красного Знамени (20.11.1944)[2]
- Звание Героя Советского Союза (24.3.1945)[3]:
  - медаль «Золотая Звезда»
  - орден Ленина.